# Waputik Icefield
Het Waputik Icefield is een groot vergletsjerd gebied, gelegen op de Amerikaanse waterscheiding in de Canadese Rocky Mountains, in de provincies British Columbia en Alberta. Het ontstond op de hoogtes van de Waputik Range, een van de Central Main Ranges van de Canadese Rockies. Het Waputik Icefield ligt deels in Banff National Park en in Yoho National Park. Verschillende gletjers stromen uit het ijsveld naar lagere valleien. De smeltwaterafstroom van het ijsveld voedt vele meren, stroompjes en rivieren waaronder Hector Lake en de Bow, Kicking Horse en Yoho. Smeltwater van de Daly-gletsjer voedt de waterval Takakkaw.
Het Waputik Icefield is ongeveer 40 vierkante kilometer groot en ligt zo'n twintig kilometer ten noordwesten van Lake Louise, ten westen van de Icefields Parkway. Direct ten noorden van het Waputik Icefield ligt het Wapta Icefield.